# Kirchdorf am Inn (Bajorország)
Kirchdorf am Inn település Németországban, azon belül Bajorországban. Lakosainak száma 5425 fő (2023. december 31.). Kirchdorf am Inn Julbach, Reut, Simbach am Inn, Braunau am Inn, Überackern, Haiming és Stammham községekkel határos.

## Népesség
A település népessége az elmúlt években az alábbi módon változott:
| Lakosok száma | 1163 | 1320 | 2521 | 3343 | 4064 | 5238 | 5389 | 5396 | 5487 | 5425 |
|               | 1875 | 1900 | 1950 | 1970 | 1987 | 2013 | 2015 | 2017 | 2021 | 2023 |